# Yugoslavia en los Juegos Olímpicos de Seúl 1988
Yugoslavia estuvo representada en los Juegos Olímpicos de Seúl 1988 por un total de 155 deportistas que compitieron en 18 deportes.  
El portador de la bandera en la ceremonia de apertura fue el piragüista Matija Ljubek.

## Medallistas
El equipo olímpico yugoslavo obtuvo las siguientes medallas:
| Nombre                         | Deporte       | Competición              |
| ------------------------------ | ------------- | ------------------------ |
| Oro                            |               |                          |
| Goran Maksimović               | Tiro          | Pistola de aire 10 m M   |
| Jasna Šekarić                  | Tiro          | Pistola de aire 10 m F   |
| Equipo                         | Waterpolo     | Torneo M                 |
| Plata                          |               |                          |
| Equipo                         | Baloncesto    | Torneo M                 |
| Equipo                         | Baloncesto    | Torneo F                 |
| Šaban Trstena                  | Lucha libre   | 52 kg M                  |
| Ilija Lupulesku Zoran Primorac | Tenis de mesa | Dobles M                 |
| Bronce                         |               |                          |
| Equipo                         | Balonmano     | Torneo M                 |
| Damir Škaro                    | Boxeo         | Semipesado (81 kg) M     |
| Sadik Mujkič Bojan Prešern     | Remo          | Dos sin timonel (M2-) M  |
| Gordana Perkučin Jasna Fazlić  | Tenis de mesa | Dobles F                 |
| Jasna Šekarić                  | Tiro          | Pistola deportiva 25 m F |